# A Time to Love
A Time to Love è un album di Stevie Wonder, pubblicato dalla Motown nel 2005.

## Tracce
1. If Your Love Cannot Be Moved (featuring Kim Burrell)
2. Sweetest Somebody I Know
3. Moon Blue
4. From the Bottom of My Heart
5. Please Don't Hurt My Baby
6. How Will I Know (featuring Aisha Morris)
7. My Love Is on Fire (featuring Hubert Laws al flauto)
8. Passionate Raindrops
9. Tell Your Heart I Love You (featuring Bonnie Raitt alla chitarra)
10. True Love
11. Shelter in the Rain (featuring Kirk Franklin)
12. So What the Fuss (featuring En Vogue on backing vocals and Prince alla chitarra)
13. Can't Imagine Love Without You
14. Positivity (featuring Aisha Morris)
15. Sorry
16. A Time to Love (featuring India.Arie e Paul McCartney alla chitarra)